# Мартин, Рудольф (актёр)
Рудольф Мартин (нем. Rudolf Martin; род. 31 июля 1967, Западный Берлин, Германия) — американский актёр немецкого происхождения.

## Биография
Рудольф Мартин родился 31 июля 1967 года в Западном Берлине, Германия. С раннего возраста переезжал вместе с семьёй в разные города и страны Европы, обучался в Парижском университете во Франции. Затем Мартин переехал в Соединённые Штаты, в Нью-Йорк, где поступил в Институт театра и кино Ли Страсберга.
Свою первую роль он получил в 1993 году, снявшись в короткометражном фильме Сьюзен Зейделман «Голландский мастер», который был номинирован на премию «Оскар». Помимо Мартина, в короткометражке снялись такие звёзды кино, как Мира Сорвино и Аида Туртурро. Сразу после этого актёр получил постоянную роль в мыльной опере «Все мои дети», в которой он снимался с 1994 по 1995. В это же время он начинает появляться на сцене в Нью-йоркских театрах, играет в офф-Бродвейских постановках.
В 1999 он приезжает в Лос-Анджелес, чтобы играть в Голливуде. Здесь он играет одну из самых известных своих ролей — финского компьютерного хакера Эксла Торвальдса в многобюджетном триллере «Пароль „Рыба-меч“» режиссёра Доминика Сены. Фильм вышел на широкие экраны в 2001 году и получил хорошие отзывы критиков. В 2000 Рудольф Мартин получает главную роль в телевизионном фильме «Князь Дракула», съёмки которого проходили в Румынии. Он также исполнил роль Дракулы в одном из эпизодов сериала «Баффи — истребительница вампиров».
В середине 2000-х и 2010-х Мартин снимался в основном в эпизодах телесериалов, не появляясь на широком экране. Единственный фильм, который стоит отметить в этот период: немецкий триллер «Бела Киш: Пролог», в котором Мартин сыграл реально существовавшего маньяка по имени Бела Киш. Лишь в 2019 году он получил второстепенную роль в фильме Джеймса Мэнголда «Форд против Феррари».

## Фильмография
| Год       |     | Русское название                  | Оригинальное название                      | Роль                |
| --------- | --- | --------------------------------- | ------------------------------------------ | ------------------- |
| 1993      | кор | Голландский мастер                | The Dutch Master                           | голландец           |
| 1994—1995 | с   | Все мои дети                      | All My Children                            | Антон Лэнг          |
| 1998      | ф   | Высокое искусство                 | High Art                                   | Дитер               |
| 1999      | с   | Скользящие                        | Sliders                                    | Куртц               |
| 2000      | с   | Баффи — истребительница вампиров  | Buffy the Vampire Slayer                   | граф Дракула        |
| 2000      | ф   | Ослеплённый желаниями             | Bedazzled                                  | Рауль               |
| 2000      | тф  | Князь Дракула                     | Dark Prince: The True Story of Dracula     | Влад Дракула        |
| 2001      | ф   | Пароль «Рыба-меч»                 | Swordfish                                  | Эксл Торвальдс      |
| 2001—2002 | с   | 24 часа                           | 24                                         | Джонатан Матиевич   |
| 2003      | с   | C.S.I.: Место преступления        | CSI: Crime Scene Investigation             | Кэмерон Клайнфилд   |
| 2004      | ф   | Без звука                         | Lautlos                                    | молодой полицейский |
| 2004      | с   | C.S.I.: Место преступления Майами | CSI: Miami                                 | Руди                |
| 2004—2012 | с   | Морская полиция: Спецотдел        | NCIS: Naval Criminal Investigative Service | Ари Хасвари         |
| 2005      | с   | Расследование Джордан             | Crossing Jordan                            | Алби Сэмсон         |
| 2006      | с   | Звёздные врата: SG-1              | Stargate SG-1                              | Анатео              |
| 2006      | с   | Декстер                           | Dexter                                     | Карлос Герреро      |
| 2007      | с   | Лунный свет                       | Moonlighting                               | Кристиан Эллис      |
| 2008      | с   | Безумцы                           | Mad Men                                    | Кристиан            |
| 2010      | ф   | Копьё судьбы                      | Die Jagd nach der Heiligen Lanze           | Йоханнес Эрлангер   |
| 2011      | с   | Никита                            | Nikita                                     | Густав              |
| 2011      | с   | Борджиа                           | Borgia                                     | Франческетто Чибо   |
| 2012      | с   | Менталист                         | The Mentalist                              | Брок Маркс          |
| 2013      | ф   | Бела Киш: Пролог                  | Bela Kiss: Prologue                        | Бела Киш            |
| 2014      | с   | Любовницы                         | Mistresses                                 | Андре Брейтлинг     |
| 2014      | с   | Легенды                           | Legends                                    | Дмитрий Грошков     |
| 2016      | с   | Смертельное оружие                | Lethal Weapon                              | Левон Тибибиан      |
| 2017      | с   | Спецназ города ангелов            | S.W.A.T.                                   | Юрген Рихтер        |
| 2019      | ф   | Форд против Феррари               | Ford v. Ferrari                            | Дитер Восс          |